# Самоуправа
Самоуправа или аутономија (од грчког αυτονομια, autonomía = онај који даје сам законе) означава право да самостално управља одређеном територијом унутар државе, на пример право националне мањине да сама одлучује о одређеним стварима које се само ње тичу.

## Потпуна аутономија
Територија која ужива пуну аутономију је потпуно независна у унутрашњој политици, али је у спољној политици заступљена од стране државе у којој се налази.
Примери потпуне аутономије:
- Курдистан (Ирак)
- Гренланд и Фарска Острва (Данска)
- многе републике у Русији
- Војводина у Србији

## Делимична аутономија
Територије које уживају делимичну аутономију немају потпуну унутрашњу политичку независност. Они могу само самостално да одлучују о одређеним стварима. Пример је Алзас у Француској.